# Leśniewo (Srokowo)
Leśniewo (deutsch Fürstenau) ist ein polnisches Dorf in der Woiwodschaft Ermland-Masuren. Es gehört zum Powiat Kętrzyński (Kreis Rastenburg), Gmina Srokowo (Landgemeinde Drengfurth). Leśniewo bildet ein Schulzenamt (Sołectwo), zu dem die Dörfer Księży Dwór (Fürstenhof) und Kaczory (Fürstenwalde) gehören.

## Geographische Lage
Leśniewo liegt im Norden Masurens am südwestlichen Rand des Rehsauer Sees (polnisch Jezioro Rydzówka), etwa 12 Kilometer südlich der polnischen Staatsgrenze zur russischen Oblast Kaliningrad und 20 Kilometer nordöstlich der Kreisstadt Kętrzyn (deutsch Rastenburg).

## Geschichte

### Ortsgeschichte
Fürstenau, um 1800 Förstenau genannt, wurde zwischen 1380 und 1390 nach Kulmer Recht angelegt. Die zum Dorf gehörende Fläche betrug 52 Włóka. 1785 wurden in den „königlichen Bauerndorf“ 38 Wohngebäude gezählt.
Zu Fürstenau gehörten seit 1852 bzw. 1854 die Wohnplätze Fürstenhof (polnisch Księży Dwór) und Fürstenwalde (polnisch Kaczory).
Am 30. April 1874 wurde Fürstenau Amtssitz und damit namensgebend für einen Amtsbezirk, der zum Kreis Rastenburg im Regierungsbezirk Königsberg in der preußischen Provinz Ostpreußen gehörte. Als am 20. Juni  1934 die Stadtgemeinde Drengfurth (polnisch Srokowo) in den Amtsbezirk Fürstenau eingegliedert wurde, verlor dieser seinen Namen und wurde in „Amtsbezirk Drengfurth“ umbenannt.
Im Januar 1945, am Ende des Zweiten Weltkriegs, wurde die Gegend von der Roten Armee eingenommen und kam in der Folge an Polen. 1970 wurden in Leśniewo 367 Einwohner gezählt. Zu dieser Zeit gab es in dem Dorf eine vierklassige Grundschule, ein Bibliothekspunkt sowie ein Kino für 60 Zuschauer.
1973 wurde der Ort Sitz eines Schulzenamtes (Sołectwo) und ist heute eine Ortschaft im Verbund der Gmina Srokowo (Drengfurth) im Powiat Kętrzyński (Kreis Rastenburg), bis 1998 der Woiwodschaft Olsztyn, seither der Woiwodschaft Ermland-Masuren zugehörig.

### Einwohnerzahlen
| Jahr | Anzahl |
| ---- | ------ |
| 1820 | 445    |
| 1885 | 750    |
| 1905 | 645    |
| 1910 | 610    |
| 1933 | 724    |
| 1939 | 778    |
| 1970 | 367    |
| 2011 | 230    |

### Amtsbezirk Fürstenau (1874–1934)
Der Amtsbezirk Fürstenau bestand in der Zeit seines Bestehens aus drei Kommunen:
| Deutscher Name       | Polnischer Name |
| -------------------- | --------------- |
| Drengfurth, Vorstadt |                 |
| Fürstenau            | Leśniewo        |
| Marienthal           | Kosakowo        |

## Kirche

### Evangelisch
Bis 1945 war Fürstenau in die evangelische Pfarrkirche Drengfurth in der Kirchenprovinz Ostpreußen der Kirche der Altpreußischen Union eingepfarrt. Der Bezug zu Srokowo besteht weiterhin. Leśniewo gehört zur dortigen evangelischen Kirche, einer Filialkirche der Pfarrei Kętrzyn in der Diözese Masuren der Evangelisch-Augsburgischen Kirche in Polen.

### Katholisch
Fürstenau war vor 1945 Teil der Pfarrei Rastenburg, die in Drengfurth eine eigene Kapelle unterhielt. Nach 1945 übernahm die katholische Gemeinde die bisher evangelische Kirche als katholische Pfarrkirche innerhalb des Erzbistums Ermland.

## Masurischer Kanal

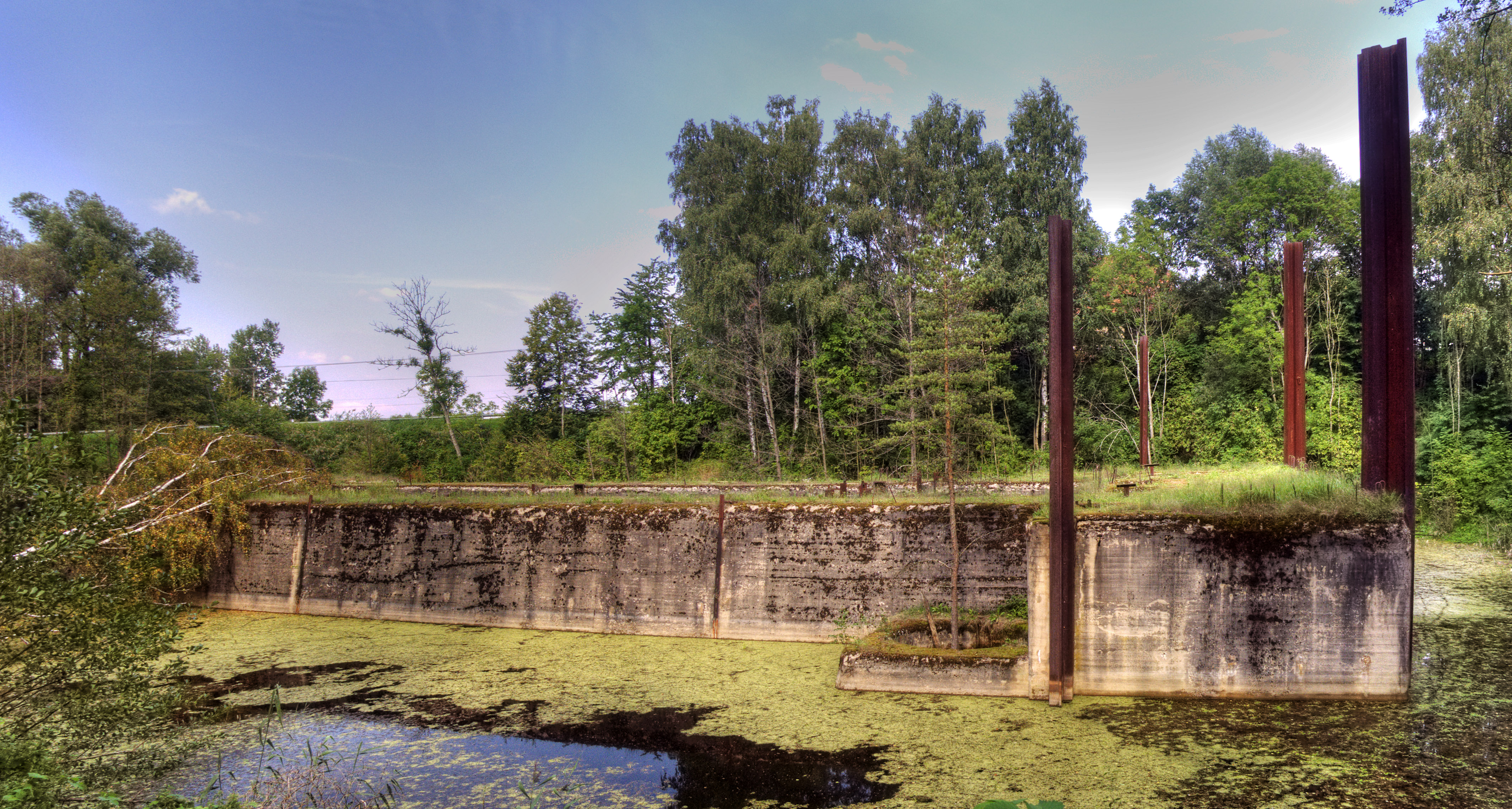
Bauruine der Unterschleuse Fürstenau

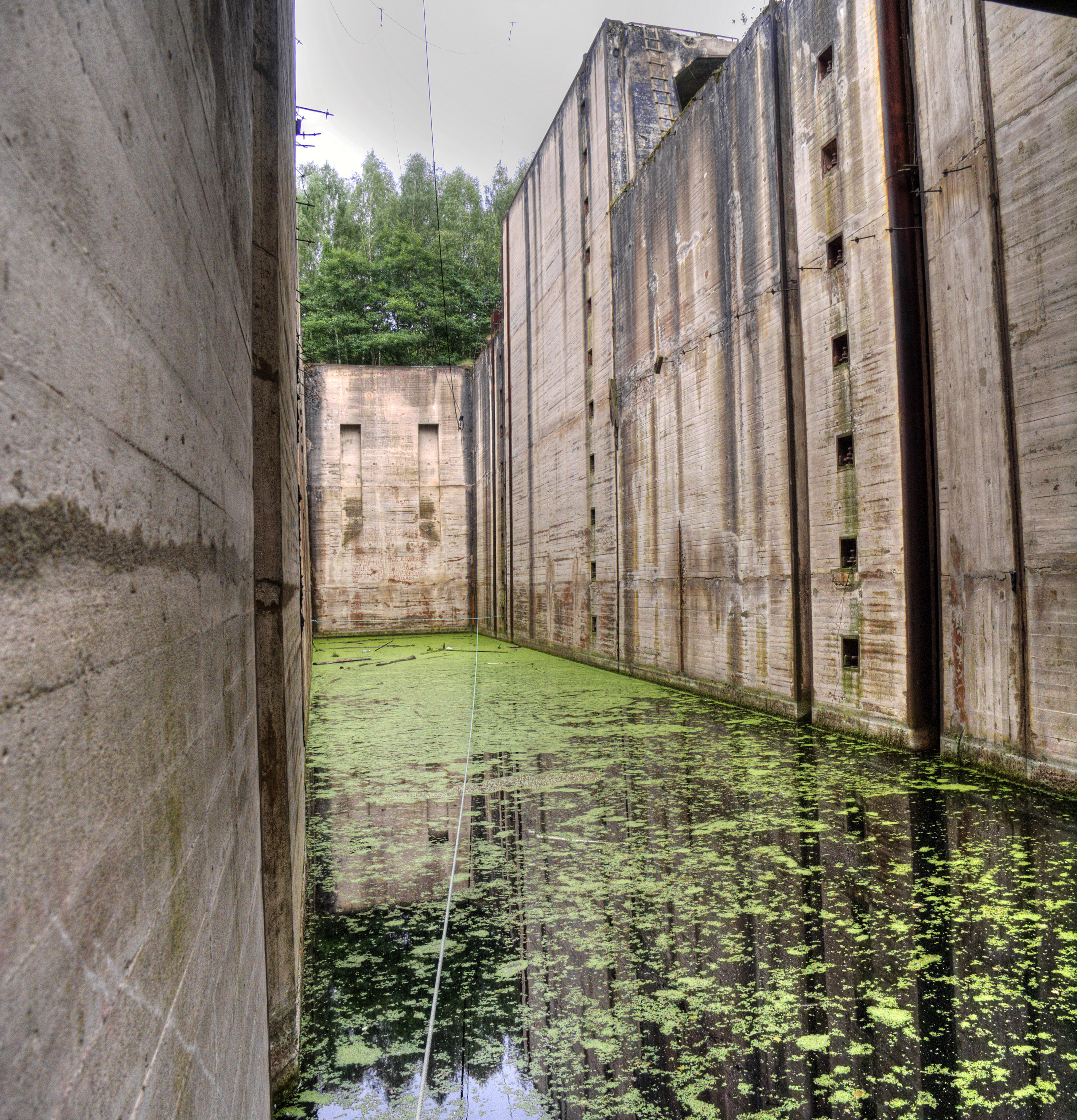
Der unvollendete Bau der Oberschleuse Fürstenau

Durch das östliche Ortsgebiet Leśniewos verläuft der Masurische Kanal (polnisch Kanał Mazurski). Von Norden aus der russischen Oblast Kaliningrad (deutsch Königsberger Gebiet) kommend verlässt er hier den Rehsauer See (polnisch Jezioro Rydzówka). Nach wenigen hundert Metern trifft er auf die heutige Bauriune der Unterschleuse  Fürstenau (polnisch Śluza Leśniewo Dolne). Nur 700 Metern weiter östlich liegt die Oberschleuse Fürstenau (Śluza Leśniewo Górne), die die zehnte und letzte Schleuse des Kanals mit einer Fallhöhe von 17 Metern werden sollte, aber nur zu 40 % fertiggestellt wurde.

## Verkehr

### Straße
Leśniewo liegt an der Woiwodschaftsstraße 650. Diese führt in östlicher Richtung nach etwa zwölf Kilometern nach Węgorzewo (Angerburg) und kreuzt dort die Landesstraße 63. In westlicher Richtung führt sie nach etwa einem Kilometer durch den Sitz der Gemeinde Srokowo (Drengfurth) und endet nach etwa 13 Kilometern in Stara Różanka (Alt Rosenthal) vor den Toren der Stadt Kętrzyn. Eine Nebenstraße führt von Rydzówka entlang des Ufers des Rehsauer See nach Leśniewo.

### Schiene
Die nächste Bahnstation befindet sich im etwa 20 Kilometer südlich gelegenen Kętrzyn, wo die PKP Direktverbindungen nach Korsze (Korschen) und Białystok anbietet.

### Luft
Der nächste internationale Flughafen ist der Flughafen Kaliningrad, der sich etwa 100 Kilometer nordwestlich auf russischem Hoheitsgebiet befindet. Der nächste internationale Flughafen auf polnischem Staatsgebiet ist der etwa 200 Kilometer westlich gelegene Lech-Wałęsa-Flughafen Danzig. Der bedeutendste Flughafen Polens, der Chopin-Flughafen Warschau befindet sich 230 Kilometer südwestlich von Leśniewo.